# ۲۹ بره
۲۹ بره یک ستاره است که در صورت فلکی برج حمل قرار دارد.